# Coganoa brevis
Coganoa brevis är en insektsart som beskrevs av Sohi, Mann och Shenhmar 1987. Coganoa brevis ingår i släktet Coganoa och familjen dvärgstritar. Inga underarter finns listade i Catalogue of Life.